# Білокриницька сільська територіальна громада
Білокриницька сільська громада — територіальна громада в Україні, в Рівненському районі Рівненської області. Адміністративний центр — с. Біла Криниця.
Площа громади — 126,7 км², населення — 11 519 осіб (2024).

## Населені пункти
У складі громади 11 сіл:
- Антопіль
- Біла Криниця
- Глинки
- Гориньград Другий
- Гориньград Перший
- Городище
- Дуби
- Котів
- Кругле
- Рисв'янка
- Шубків